# Ne me soigne pas
Pour plus de détails, voir Fiche technique et Distribution.
Ne me soigne pas (Не лечи меня) est un film russe réalisé par Mikhail Marales, sorti en 2021,,.

## Distribution
- Ivan Iankovski : Ila, chirurgien
- Loukeria Ilyachenko : Véra
- Alexandre Demidov Stepan, chef du service de chirurgie
- Dmitri Naguiev : fonctionnaire
- Elena Sever : Schermann, médecin en chef
- Daniïl Vakhrouchev : Max
- Piotr Fedorov : Vadim
- Natalia Tetenova Tonia Zabialova
- Tatiana Joukova-Kirtbaya grand-mère de Zavialov
- Andreï Deriougine : Egorytch

## Fiche technique
- Photographie : Dmitri Karnatchik
- Musique : Alexeï Aïgui
- Décors : Vassili Raspopov
- Montage : Andreï Filippov